# 中华人民共和国市县同名地名列表
中国行政区划史上，受“废府存县”“切块设市”等因素影响，曾经产生过许多县市同名的地名。在实际生活和行政管理中，市县同名导致用地局限、管理不便、协调不顺、资源浪费、生活不便等问题。因此，自1983年市领导县的行政区划体制的建立以来，许多地区通过“撤地设市”“撤县设区”等方法，解决了市县同名的地名问题。截至2025年5月31日，中华人民共和国境内尚有19个县市同名地名，分布于8个省级行政区。其中19个为地级市与其下辖县同名，3个为自治州或地区下辖的县级市和县同名。
本列表列出所有现时中华人民共和国境内市和县两级行政区同名的地名，以及中华人民共和国成立以来曾经存在的市县同名地名，但不包括因撤县设市形成的市县同名地名。

## 现存的市县同名地名
| 省级行政区       | 市         | 县               | 设市、撤市时间及方式 | 设县、撤县时间及方式 | 地图 |
| ---------------- | ---------- | ---------------- | --- | --- | ---- |
| 河北省           | 承德市     | 承德县           | 民国三十四年（1945年）10月5日，始设:68 | 民国二年（1913年），撤承德府而设；民国三十五年（1946年）12月，以锦承铁路为界分为承南县、承北县；民国三十七年（1948年）11月，承南县、承北县合并为承德县；1958年10月21日，并入承德市；1961年，复置:68                                                      |      |
| 辽宁省           | 铁岭市     | 铁岭县           | 1980年1月，始设 | 清康熙三年（1664年），由铁岭卫改设；民国三十五年（1946年），分为东、西两路，东路与沈阳县、抚顺县组成沈铁抚联合县，西路与法库县组成铁法联合县；民国三十六年（1947年），恢复建制                                                                           |      |
| 辽宁省           | 抚顺市     | 抚顺县           | 满洲国康德四年（1937年）12月1日，始设；民国三十六年（1947年）3月，并入抚顺县；民国三十七年（1948年）11月，复置 | 清光绪三十四年（1908年）6月3日，由兴仁县改置；民国三十五年（1946年）7月，与沈阳县、铁岭县东路组建联合政府；民国三十七年（1948年）11月，复置 |      |
| 辽宁省           | 辽阳市     | 辽阳县           | 满洲国康德四年（1937年）12月1日，始设；民国三十五年（1946年）10月1日，并入辽阳县；民国三十七年（1948年）2月6日，东北人民解放军解放辽阳，市、县分设 | 清顺治十年（1653年），始设；清康熙三年（1664年），升为辽阳州；民国三年（1914年），复改为辽阳县；1959年，并入辽阳市；1961年，复设；1968年，辽阳市县合并；1980年，由首山区复设                                                                             |      |
| 辽宁省           | 朝阳市     | 朝阳县           | 1959年1月，辽宁省人民委员会筹备设立朝阳市；1959年10月26日，正式设市；1964年3月，撤销；1979年8月30日，复置:114 | 清乾隆四十三年（1778年），由塔子沟厅及三座塔厅改置:112；清光绪三十年（1904年），改制为朝阳府；民国三年（1914年），复置；满洲国康德七年（1940年），改制为土默特右翼旗；民国三十四年（1945年）9月10日，复置:2                                              |      |
| 辽宁省           | 阜新市     | 阜新蒙古族自治县 | 满洲国康德七年（1940年）1月，由阜新县析置；民国三十五年（1946年）1月，复置；民国三十六年（1947年）7月，并入阜新县；民国三十七年（1948年）4月17日，复置:109 | 清光绪二十九年（1903年），由朝阳县析置；民国三十五年（1946年）3月，与土默特左翼旗共同组建联合政府；民国三十五年（1946年）4月21日，与彰武县合并，并组建阜彰土苏联合政府；民国三十八年（1949年）5月9日，撤销联合政府；1958年4月7日，改制为阜新蒙古族自治县 |      |
| 辽宁省           | 本溪市     | 本溪满族自治县   | 满洲国康德六年（1939年），由本溪县本溪湖街、宫原一带设本溪湖市；民国三十四年（1945年）10月8日，改制为本溪市 | 清光绪三十二年（1906年），划辽阳州、凤凰厅、兴京厅三地边地而设；1952年9月，并入本溪市；1956年5月24日，复置 |      |
| 吉林省           | 通化市     | 通化县           | 满洲国康德九年（1942年），由通化县通化街公所析置 | 清光绪三年（1877年），分岫岩州东部而设；1959年3月23日，并入通化市；1962年6月9日，复置 |      |
| 江西省           | 南昌市     | 南昌县           | 民国九年（1920年），江西省政府决定设置南昌市政筹备处；民国十四年（1925年）7月，改为南昌市政处；民国十五年（1926年），正式设市:101 | 西汉高帝五年（前202年），始设；王莽政权时期曾更名宜善县；隋时曾更名豫章县；唐宝应元年（762年），因避李豫讳，更名钟陵县；唐贞元元年（785年），恢复原名 |      |
| 江西省           | 吉安市     | 吉安县           | 民国三十八年（1949年）7月28日，由吉安县石阳镇析置 | 民国三年（1914年），由庐陵县改设；1958年11月，并入吉安市；1959年6月，复置 |      |
| 河南省           | 安阳市     | 安阳县           | 民国三十八年（1949年）2月4日，由安阳县水冶镇析置:118 | 秦施行郡县制，始设；西汉时废县，县域分属荡阴县、内黄县、邺县；西晋时复置；北魏中期，并入荡阴县；隋开皇十年（590年），复置；民国元年（1912年），废县，改为彰德府直辖地；民国二年（1913年），复置；1960年8月，并入安阳市；1961年10月，复置                 |      |
| 河南省           | 新乡市     | 新乡县           | 民国三十八年（1949年）5月5日，由新乡县析置 | 隋开皇六年（586年），由获嘉县、汲县析置；宋熙宁六年（1073年），并入汲县；宋元祐五年（1090年），复置；1959年4月23日，并入新乡市；1961年8月24日，复置 |      |
| 河南省           | 濮阳市     | 濮阳县           | 民国三十四年（1945年），由濮阳县析置；民国三十五年（1946年），撤销；1983年，由濮阳县改设 | 秦施行郡县制，始设；民国二年（1913年），更名城开县；民国三年（1914年），复名濮阳县；1983年，撤销；1984年2月，在濮阳县基础上设濮阳市郊区；1987年6月，由濮阳市郊区复置                                                                                     |      |
| 湖南省           | 长沙市     | 长沙县           | 民国二十二年（1933年），施行市县分治而设立:9 | 隋开皇九年（589年），由临湘县改设:5 |      |
| 湖南省           | 湘潭市     | 湘潭县           | 1950年1月，由湘潭县城关区改设；1950年4月撤销，仍设城关区；1950年7月，复置:360 | 梁天监年间，分阴山地而置；唐初，析出三县一州，仅剩小部分；唐天宝八年（749年），将衡山县北部并入湘潭余部，为新设湘潭县:359 |      |
| 湖南省           | 邵阳市     | 邵阳县           | 民国三十八年（1949年）7月，由邵阳县析置 | 三国吴宝鼎元年（266年），由昭阳侯国改设，名昭阳县；晋太康元年（280年），因避司马昭讳更名邵阳县:232 |      |
| 湖南省           | 岳阳市     | 岳阳县           | 1960年1月，由岳阳县城关镇设置；1962年10月20日，并入岳阳县；1975年12月，复置:466－467 | 梁大通二年（528年），分罗县东部、吴昌县西部而设；隋开皇十一年（591年），改制为湘阴县；民国二年（1913年）9月，由巴陵县改设；1981年10月，并入岳阳市；1983年7月，复置:460－467                                                                              |      |
| 湖南省           | 衡阳市     | 衡阳县           | 民国三十一年（1942年）1月1日，从衡阳县分置；民国38年（1949年）9月，并入衡阳县；1949年10月8日，复置:130 | 隋开皇九年（589年），合并临蒸县、重安县、新城县三县始置:128 |      |
| 甘肃省           | 临夏市     | 临夏县           | 1950年2月，由临夏县城内镇、城关镇析置；1973年12月7日，撤销；1983年8月31日，复置:82 | 民国十七年（1928年）3月，由导河县改设；1958年12月，并入临夏市；1961年12月，复置:77 |      |
| 新疆维吾尔自治区 | 乌鲁木齐市 | 乌鲁木齐县       | 民国二十三年（1934年）5月，新疆省政府决定设置迪化市政筹备处；民国二十四年（1935年）初，新疆省政府会议决议成立迪化市政府，并呈报南京国民政府；民国二十七年（1938年），南京国民政府以城市规模和人口等条件不足未予批准，迪化市政府撤销；民国二十九年（1940年），新疆省政府决定成立迪化市政委员会；民国三十四年（1945年）11月1日，正式设市，名为迪化市；1954年2月1日，经中央人民政府政务院批复同意，更名为乌鲁木齐市:158－159 | 清光绪十二年（1886年），始设，名为迪化县:67；1953年11月，经中央人民政府政务院批复同意，更名为乌鲁木齐县 |      |
| 新疆维吾尔自治区 | 和田市     | 和田县           | 1984年9月，从和田县划出部分乡镇、人民公社而设:56 | 民国二年（1913年）1月18日，由和阗直隶州改设和阗县；1959年9月1日，更名和田县:76 |      |
| 新疆维吾尔自治区 | 伊宁市     | 伊宁县           | 1952年5月23日，由伊宁县析置:60 | 民国三年（1914年）1月，由宁远县改置:55 |      |

## 已不存在的市县同名地名
| 省级行政区   | 市     | 县     | 设市、撤市时间及方式 | 设县、撤县时间及方式 | 市县共存时间                                                                                                   |
| ------------ | ------ | ------ | --- | --- | --- |
| 天津市       | 天津市 | 天津县 | 1928年6月，国民革命军占领天津，南京国民政府设立“天津特别市”。天津县划归河北省，县治迁到灰堆。1930年6月，天津特别市改为南京国民政府行政院管的直辖的天津市。1949年1月15日，天津解放，建立天津市军事管制委员会，同时成立天津市人民政府。                 | 清朝雍正三年(1725)，改卫为州，天津开始建立地方政府,天津县建置；九年(1731)升州为府，辖天津、静海、青县、南皮、盐山、庆云、沧州六县一州；1953年5月14日，天津县行政建制撤销，设立了东郊、西郊、南郊、北郊4个郊区。即现在的东丽西青津南北辰四区。 | 1928年6月－1953年5月14日                                                                                       |
| 上海市       | 上海市 | 上海县 | 民国十六年（1927年）7月7日，始设，为特别市；民国十九年（1930年）7月，改为上海市；中华民国维新政府元年（1938年）10月16日，复置为特别市；民国三十四年（1945年）8月，恢复上海市建制；民国三十八年（1949年）5月27日，上海解放，设为直辖市                 | 元至元二十九年（1292年），划华亭县东北5个乡而置；1992年9月26日，撤销，与原闵行区合并建立新闵行区 | 1927年7月7日－1992年9月26日                                                                                    |
| 河北省       | 邯郸市 | 邯郸县 | 民国三十五年（1946年）4月1日，由邯郸县县城及周边村庄析置；民国三十八年（1949年）3月，撤销建制，改为邯郸镇；1952年12月22日，复置:83 | 西汉汉高帝四年（前203年），始设；东魏天平初年（534年），并入临漳县；隋开皇十六年（596年），复置；1958年12月20日，并入邯郸市和永年县；1962年8月20日，复置:82；2016年10月9日，国务院批复同意撤销邯郸县，县域划归邯山区和丛台区 | 1946年4月1日－1949年3月 1952年12月22日－1958年12月20日 1962年8月20日－2016年10月9日                            |
| 河北省       | 邢台市 | 邢台县 | 民国三十四年（1945年）9月25日，由邢台县城厢析置；1949年11月1日，改设为邢台镇；1953年12月17日，复置；1958年11月29日，并入邢台县；1961年5月，复置 | 北宋宣和二年（1120年），由龙冈县改置；2020年6月23日，河北省人民政府公布，国务院批复同意撤销邢台县，县域划归襄都区和信都区 | 1945年9月25日－1949年11月1日 1953年12月17日－1958年11月29日 1961年5月－2020年6月23日                           |
| 河北省       | 衡水市 | 衡水县 | 民国三十六年（1947年），由衡水县城关析置；民国三十七年（1948年），撤销；1982年1月31日，由衡水镇改设:50 | 隋开皇十六年（596年），由信都县、下博县、武邑县析置；1983年3月3日，并入衡水市:50 | 1947年－1948年 1982年1月31日－1983年3月3日                                                                     |
| 山西省       | 大同市 | 大同县 | 民国三十八年（1949年）5月1日，由大同县析置 | 辽重熙十七年（1048年），由云中县析置；民国二十六年（1937年），以北同蒲路为界，分为东大同县、西大同县；民国三十八年（1949年）5月，东大同县、西大同县合并为大同县；1954年，与怀仁县合并为大怀县；1960年，改制为古城区；1965年，复置:5；2018年2月9日，经国务院批复同意，改制为云州区 | 1949年5月1日－1954年 1965年－2018年2月9日                                                                      |
| 山西省       | 长治市 | 长治县 | 民国三十四年（1945年）10月8日，始设；1950年3月，改置为长治工矿区；1952年3月，复置:9 | 明嘉靖八年（1529年），始设；1954年7月，与潞城县合并，置潞安县；1958年9月，潞安县并入长治市；1961年9月，复置长治县:54；2018年9月，经国务院批复同意，改制为上党区；2018年11月23日，上党区正式挂牌 | 1945年10月8日－1950年3月 1952年3月－1954年7月 1961年9月－2018年9月                                             |
| 山西省       | 榆次市 | 榆次县 | 民国三十七年（1948年）9月，始设；民国三十八年（1949年）3月10日，改置为榆次县城关区；1954年5月，由榆次县城关区及郊区三乡析置；1963年3月，并入榆次县；1971年7月，复置:57－58；1999年9月24日，经国务院批复同意，改制为榆次区                             | 秦王政元年（前246年），始设；北魏太平真君二年（441年），并入晋阳县；北魏景明元年（500年），复置；北齐天保元年（550年），改置为中都县；隋开皇十一年（591年），复置；1958年，并入榆次市；1963年3月，复置；1983年7月，并入榆次市:56－58 | 1948年9月－1949年3月10日 1954年5月－1963年3月 1971年7月－1983年7月                                             |
| 内蒙古自治区 | 通辽市 | 通辽县 | 1951年7月，由通辽县城关区析置 | 民国七年（1918年），由科尔沁左翼中旗通辽镇改置；1958年10月，并入通辽市；1964年12月，复置；1986年7月，并入通辽市 | 1951年7月－1958年10月 1964年12月－1986年7月                                                                    |
| 内蒙古自治区 | 赤峰市 | 赤峰县 | 民国三十四年（1945年）8月，始设；民国三十五年（1946年）10月10日，撤销；民国三十六年（1947年）6月6日，复置；民国三十六年（1947年）11月，并入赤峰县；民国三十七年（1948年）9月，复置:181；1952年5月28日，并入赤峰县；1958年10月20日，复由赤峰县改置:183 | 清乾隆四十三年（1778年），由乌兰哈达厅改置:179；清光绪三十三年（1908年），升为赤峰直隶州；民国二年（1913年），复置:180；满洲国康德七年（1940年）1月1日，撤销，并入翁牛特右旗；民国三十四年（1945年）10月16日，由赤峰市析置:181；1958年10月20日，改置为赤峰市；1962年5月18日，复置:183；1983年10月10日，改制为郊区                                                                          | 1945年10月16日－1946年10月10日 1947年6月6日－1947年11月 1948年9月－1952年5月28日 1962年5月18日－1983年10月10日 |
| 辽宁省       | 营口市 | 营口县 | 满洲国康德四年（1937年）12月1日，由营口县改置 | 民国二年（1913年）11月8日，由营口直隶厅改置；满洲国康德五年（1938年）4月12日，撤销，县域划归营口市、盖平县、海城县:49；民国三十五年（1946年）4月2日，复置；1992年11月3日，经民政部批复同意，改制为大石桥市:49 | 1937年12月1日－1938年4月12日 1946年4月2日－1992年11月3日                                                       |
| 江苏省       | 南通市 | 南通县 | 民国三十八年（1949年）2月2日，划南通城、唐家闸、天生港、陆洪闸、狼山一带而设:80 | 民国元年（1912年）5月，由通州改置:79；1993年1月8日，撤销，建立通州市:84 | 1949年2月2日－1993年1月8日                                                                                     |
| 江苏省       | 淮阴市 | 淮阴县 | 1958年9月，由清江市与淮阴县合并而设；1964年9月，撤销，恢复清江市与淮阴县；1983年3月，复置:81；2001年2月，更名淮安市 | 秦王政二十四年（前223年），始设；西汉高祖六年（前201年），改制为淮阴侯国；西汉高祖十一年（前196年），复置:71；隋大业初，并入山阳县:75；后复置；唐武德七年（624年），并入山阳县；唐乾封二年（667年），复置:76；1958年9月，并入淮阴市:81；2001年2月，改制为淮阴区 | 1983年3月－2001年2月                                                                                           |
| 浙江省       | 嘉兴市 | 嘉兴县 | 民国三十八年（1949年）5月，嘉兴解放，旋设嘉兴市；1950年5月15日，并入嘉兴县；1951年4月17日，复置:185；1963年1月3日，撤销；1981年1月14日，复置:186 | 孙吴黄龙三年（231年），由由拳县改置，名为禾兴县；孙吴赤乌五年，因避孙和讳，更名嘉兴县；隋时并入吴县；唐武德七年（624年），复置；唐武德八年（625年），并入吴县；唐贞观八年（634年），复置:182；1981年1月14日，并入嘉兴市:186 | 1949年5月－1950年5月15日 1951年4月17日－1981年1月14日                                                          |
| 浙江省       | 绍兴市 | 绍兴县 | 1949年10月1日，由绍兴县县城析置；1950年5月15日，并入绍兴县；1950年9月22日，复置；1962年12月22日，撤销；1981年1月14日，复由绍兴县析置:17－19 | 民国元年（1912年）1月，由山阴县、会稽县改置；1981年3月，改制为绍兴市；1983年7月，复置:92－93；2013年10月，经国务院批复同意，改制为柯桥区 | 1949年10月1日－1950年5月15日 1950年9月22日－1962年12月22日 1981年1月14日－1981年3月 1983年7月－2013年10月      |
| 浙江省       | 金华市 | 金华县 | 1951年7月20日，由金华县城区析置；1962年12月22日，并入金华县；1981年1月14日，复置:21 | 隋开皇十八年（598年），由东阳县改置；唐垂拱四年（688年），更名金山县；唐神龙元年（705年），恢复原名:19；1981年1月14日，并入金华市；1985年12月23日，复置；2000年12月30日，撤销:21 | 1951年7月20日－1962年12月22日 1985年12月23日－2000年12月30日                                                   |
| 安徽省       | 阜阳市 | 阜阳县 | 民国三十六年（1947年），由阜阳县析置:38；民国三十八年（1949年）3月，撤销；1975年12月19日，复设:28 | 清雍正十三年（1735年），始设:38；1992年11月，并入阜阳市:68 | 1947年－1949年3月 1975年12月19日－1992年11月                                                                   |
| 安徽省       | 芜湖市 | 芜湖县 | 民国三十八年（1949年）5月10日，施行市县分治而设 | 西汉元封二年（前109年），始设；东晋义熙九年（413年），并入襄垣县；唐天祐四年（907年），复置；1959年3月12日，并入芜湖市；1961年12月5日，复置；2020年7月6日，安徽省人民政府公布，国务院批复同意撤销芜湖县，设立湾沚区；2020年9月21日，湾沚区正式挂牌 | 1949年5月10日－1959年3月12日 1961年12月5日－2020年7月6日                                                       |
| 安徽省       | 宣城市 | 宣城县 | 民国三十八年（1949年）7月7日，由宣城县析置；1950年3月27日，改置为宣城县城厢区:39；2000年6月25日，国务院批复同意，撤销宣城地区，设立宣城市 | 隋开皇九年（589年），由宛陵县改置；1987年8月15日，经国务院批准，改制为宣州市:37－38 | 1949年7月7日－1950年3月27日                                                                                    |
| 安徽省       | 铜陵市 | 铜陵县 | 1958年9月5日，由铜官山市和铜陵县合并而设；1964年7月29日，改置为铜陵特区；1971年12月11日，复置 | 南唐保大九年（951年），由义安县改设；1958年9月5日，与铜官山市合并为铜陵市；1959年4月3日，复置；2015年12月，经国务院批复同意，改制为义安区 | 1971年12月11日－2015年12月                                                                                     |
| 安徽省       | 六安市 | 六安县 | 民国三十八年（1949年）1月25日，始设；民国三十八年（1949年）6月，并入六安县；1978年9月，复由六安县析置 | 北宋开宝四年（971年），始设；北宋重和元年（1118年），升为六安军；南宋绍兴十二年（1142年），降为六安县；明洪武四年（1371年），并入六安州；民国元年（1912年），复置:31；1992年12月，并入六安市 | 1949年1月25日－1949年6月 1978年9月－1992年12月                                                                 |
| 福建省       | 南平市 | 南平县 | 1956年11月16日，由南平县析置 | 东汉建安元年（196年），由侯官县析置；西晋太康六年（285年），更名延平县；元大德六年（1302年），复置；1960年1月7日，撤销，并入南平市 | 1956年11月16日－1960年1月7日                                                                                   |
| 福建省       | 莆田市 | 莆田县 | 1983年9月9日，由莆田县析置:125 | 南朝陈光大二年（568年），由南安郡析置:66；2003年2月1日，撤销，县域划归城厢区、涵江区、荔城区、秀屿区 | 1983年9月9日－2003年2月1日                                                                                     |
| 江西省       | 宜春市 | 宜春县 | 1979年10月8日，由宜春县析置:32 | 西汉高祖六年（前201年），始设；西汉元光六年（前129年），改设宜春侯国；西汉元鼎五年（前112年），复置；王莽政权时期曾更名修晓县；东汉建武元年（25年），恢复原名；西晋太康元年（280年），因避张春华讳，更名宜阳县；隋开皇十八年（526年），恢复原名:31；1985年3月29日，并入宜春市:32 | 1979年10月8日－1985年3月29日                                                                                   |
| 江西省       | 上饶市 | 上饶县 | 民国三十八年（1949年）5月3日，由上饶县广平镇及附近地区析置；1950年4月21日，改制为上饶镇；1950年11月23日，复置:37 | 东汉建安初，由余汗县东部析置；西晋元康元年（291年），并入葛阳县；南朝宋，复由葛阳县析置；隋开皇九年（589年），并入葛阳县；唐武德四年（621年），复由弋阳县东部析置；唐武德七年（624年），并入弋阳县；唐乾元元年（758年），复由弋阳县析置；1960年3月，并入上饶市；1964年3月，复置:1；2019年7月29日，江西省人民政府公布，国务院批复同意撤销上饶县，设立广信区；2019年10月16日，广信区正式挂牌 | 1949年5月3日－1950年4月21日 1950年11月23日－1960年3月 1964年3月－2019年7月29日                                 |
| 江西省       | 九江市 | 九江县 | 民国十六年（1927年），始设；民国十九年（1930年），并入九江县；民国三十八年（1949年）7月19日，复由九江县城厢析置 | 民国三年（1914年），由德化县改置；2017年8月21日，江西省人民政府公布，国务院批复同意撤销九江县，设立柴桑区；2017年9月8日，柴桑区正式挂牌 | 1927年－1930年 1949年7月19日－2017年8月21日                                                                    |
| 江西省       | 临川市 | 临川县 | 民国三十八年（1949年）5月9日，以临川县羊城镇、东外镇为基础而设；1950年4月，并入临川县；1951年6月，改置为抚州市:39；1995年4月，复由临川县与抚州市合并而设:21；2000年6月23日，国务院批复同意，撤销临川市，设立临川区                                    | 隋开皇九年（589年），由临汝县改置:39；1995年4月，与抚州市合并，置临川市:21 | 1949年5月9日－1950年4月                                                                                        |
| 河南省       | 商丘市 | 商丘县 | 民国三十七年（1948年）11月6日，始设；民国三十八年（1949年）3月，并入商丘县；1950年5月25日，复置:45 | 明嘉靖二十四年（1545年），始设:59；1997年6月10日，国务院批复同意，撤销商丘县，设立梁园区、睢阳区 | 1948年11月6日－1949年3月 1950年5月25日－1997年6月10日                                                          |
| 河南省       | 南阳市 | 南阳县 | 民国三十七年（1948年）11月8日，由南阳县析置；1952年11月10日，并入南阳县；1953年11月10日，复置:78 | 王莽政权时期，由宛县改设；东汉时期，更名宛县；隋开皇三年（583年），由上宛县改设；1960年6月16日，并入南阳市；1961年7月26日，复置:54；1994年7月1日，国务院批复同意，撤销南阳县，设立宛城区、卧龙区 | 1948年11月8日－1952年11月10日 1953年11月10日－1960年6月16日 1961年7月26日－1994年7月1日                        |
| 河南省       | 开封市 | 开封县 | 民国十八年（1929年），始设；民国三十七年（1948年），改为特别市；1954年，恢复为开封市 | 民国三年（1914年），由祥符县改置；2014年9月，经国务院批复同意，改制为祥符区；2014年10月19日，祥符区正式挂牌 | 1929年－2014年9月                                                                                              |
| 河南省       | 许昌市 | 许昌县 | 民国三十七年（1948年）至民国三十八年（1949年）期间，始设 | 民国二年（1913年），由许州改置；1960年，并入许昌市；1961年10月，复置；2016年11月24日，经国务院批复同意，改制为建安区；2017年2月5日，建安区正式挂牌 | 1948年（或1949年）－1960年 1961年10月－2016年11月24日                                                          |
| 河南省       | 信阳市 | 信阳县 | 民国三十八年（1949年）4月1日，由信阳县析置；民国三十八年（1949年）7月25日，与信阳县合并；1949年12月28日，市、县分治:86 | 北宋太平兴国元年（976年），由义阳县改置；民国三十八年（1949年）7月25日，与信阳市合并；1949年12月28日，市、县分治；1960年8月15日，并入信阳市；1961年10月5日，复置；1998年6月9日，撤销:86 | 1949年4月1日－1949年7月25日 1949年12月28日－1960年8月15日 1961年10月5日－1998年6月9日                          |
| 湖北省       | 鄂城市 | 鄂城县 | 1960年11月，由鄂城县改置；1961年12月15日，复改制为鄂城县；1979年11月，复由鄂城县析置；1983年8月19日，与鄂城县合并，设鄂州市:48 | 民国三年（1914年）1月，由寿昌县改置；1960年11月，改制为鄂城市；1961年12月15日，复置；1983年8月19日，与鄂城市合并，设鄂州市:48 | 1979年11月－1983年8月19日                                                                                      |
| 湖南省       | 株洲市 | 株洲县 | 1951年6月6日，由湘潭县株洲镇改置:3 | 1965年4月30日，从株洲市划出部分地区而设:84；2018年6月19日，经国务院批复同意，改制为渌口区；2018年12月18日，渌口区正式挂牌 | 1965年4月30日－2018年6月19日                                                                                   |
| 湖南省       | 常德市 | 常德县 | 民国三十八年（1949年）8月5日，由常德县县城析置:93－94 | 民国二年（1913年）10月，由沅江县改置；1988年1月23日，经国务院批复同意，改制为鼎城区:93－94 | 1949年8月5日－1988年1月23日                                                                                    |
| 湖南省       | 益阳市 | 益阳县 | 1950年9月23日，由益阳县城关区改置:28 | 秦始皇帝二十六年（前221年），始设:28；太平天囯壬子二年（1852年），更名得胜县；旋即恢复原名:64；1994年3月7日，经国务院批复同意，改制为赫山区:59 | 1950年9月23日－1994年3月7日                                                                                    |
| 湖南省       | 怀化市 | 怀化县 | 1979年4月，由怀化县怀化镇改置:35 | 民国三十一年（1942年）5月9日，由芷江县、辰溪县、黔阳县析置；1983年3月，并入怀化市:35 | 1979年4月－1983年3月                                                                                           |
| 四川省       | 成都市 | 成都县 | 民国十年（1921年）4月，成都县、华阳县城区合并，设成都市政公所筹备处:107；民国十一年（1922年）3月9日，成都市政公所正式成立:108；民国十七年（1928年）9月1日，改为成都市政府:119                                                                         | 东周秦惠文王后元九年（前316年），始设；1952年4月5日，撤销，县域划归郫县、新繁县、新都县、温江县和成都市:218 | 1922年3月9日－1952年4月5日                                                                                     |
| 四川省       | 南充市 | 南充县 | 1950年3月，由南充县城关区析置:38 | 隋开皇十八年（598年），由安汉县、巴西县合并而设:38；1993年7月，撤销，县域划归顺庆区、高坪区和嘉陵区:65 | 1950年3月－1993年7月                                                                                           |
| 四川省       | 宜宾市 | 宜宾县 | 1951年4月，由宜宾县、庆符县析置:82 | 唐天宝元年（742年），由𨚲䣕县改置，名义宾县:78；北宋太平兴国元年（976年），因避赵光义讳，更名宜宾县；北宋熙宁四年（1071年），并入僰道县；北宋绍圣四年（1097年），复置:79；2018年7月23日，四川省人民政府公布，国务院批复同意撤销宜宾县，设立叙州区；2018年9月12日，叙州区正式挂牌 | 1951年4月－2018年7月23日                                                                                       |
| 四川省       | 内江市 | 内江县 | 1951年7月17日，由内江县城区及近郊析置 | 隋开皇元年（581年），由中江县改置；1989年11月，经国务院批复同意，改制为东兴区 | 1951年7月17日－1989年11月                                                                                      |
| 四川省       | 绵阳市 | 绵阳县 | 1976年2月4日，由绵阳县析置:98 | 民国二年（1913年），撤绵州而设；1978年4月25日，并入绵阳市:100 | 1976年2月4日－1978年4月25日                                                                                    |
| 贵州省       | 遵义市 | 遵义县 | 1949年11月25日，由遵义县城区析置；1951年1月1日，撤销，改制为遵义县城关区；1952年7月19日，复置:94 | 明万历二十九年（1601年），由播州长官司改置；民国元年（1912年），撤销，其地由遵义府直辖；民国三年（1914年），复置；1958年12月29日，并入遵义市；1961年8月18日，复置:94；2016年3月20日，经国务院批复同意，改制为播州区；2016年6月6日，播州区正式挂牌 | 1949年11月25日－1951年1月1日 1952年7月19日－1958年12月29日 1961年8月18日－2016年3月20日                        |
| 贵州省       | 安顺市 | 安顺县 | 1958年，由安顺县改置；1962年，撤销，改设安顺县；1966年，复由安顺县城关区改置 | 民国三年（1914年），由安顺府改置；1958年，撤销，改设安顺市；1962年，复置；1990年，并入安顺市 | 1966年－1990年                                                                                                 |
| 云南省       | 昭通市 | 昭通县 | 1981年11月13日，由昭通县城关镇、郊区、北闸区析置:96 | 民国二年（1913年），由恩安县改置；1983年9月9日，并入昭通市:96 | 1981年11月13日－1983年9月9日                                                                                   |
| 陕西省       | 延安市 | 延安县 | 民国二十六年（1937年）1月13日，由肤施县县城改置；民国三十八年（1949年）3月，并入延安县；1954年4月，改置为延安县城关区；1972年3月，复置 | 西魏，始设，名广安县；隋大业元年（605年），因避杨广讳更名延安县；北宋，并入肤施县；中华苏维埃共和国五年（1935年）5月，由陕北工农红军复设；1975年8月16日，撤销，其地并入延安市 | 1937年1月13日－1949年3月 1972年3月－1975年8月16日                                                              |
| 陕西省       | 榆林市 | 榆林县 | 民国三十八年（1949年）6月1日，始设；1950年4月，并入榆林县；1988年9月2日，复由榆林县改置 | 清雍正九年（1731年），始设；1988年9月2日，改制为榆林市 | 1949年6月1日－1950年4月                                                                                        |
| 甘肃省       | 天水市 | 天水县 | 1950年2月，由天水县析置:237 | 后唐长兴三年（932年），始设:234；蒙古至元七年（1270年），并入成州；民国二年（1913年）2月7日，复置:236；1985年7月8日，并入天水市:237 | 1950年2月－1985年7月8日                                                                                        |
| 甘肃省       | 庆阳市 | 庆阳县 | 2002年6月22日，由庆阳地区改置:73 | 民国二年（1913年），由安化县改置；2002年6月22日，更名庆城县:77 | 2002年6月22日至今                                                                                              |